# 2014年贵州凯里爆炸事件
2014年贵州凯里爆炸事件是发生在2014年1月13日，贵州省凯里市龙场镇老山村一偏僻山坡发生的一起爆炸案件。目前该爆炸事件已造成15人死亡，8人受伤，初步查明爆炸死伤人员係涉嫌在此聚众赌博人员。
2015年5月13日，贵州省黔东南苗族侗族自治州中级人民法院一审公开审理案件。两名被告人杨文龙、杨盘中，合谋爆炸赌场实施，并盗窃一辆面包车和24公斤硝铵炸药，终致多人死亡。法院审判，被告人杨文龙犯盗窃罪、判处有期徒刑四年，罚金人民币3000元；犯盗窃爆炸物罪，判处无期徒刑，剥夺政治权利终身；犯爆炸罪，判处死刑，剥夺政治权利终身。数罪并罚，决定执行死刑，剥夺政治权利终身，并处罚金人民币3000元。被告人杨盘中犯盗窃罪、判处有期徒刑三年，罚金人民币3000元；犯盗窃爆炸物罪，判处无期徒刑，剥夺政治权利终身；犯爆炸罪，判处死刑，剥夺政治权利终身。数罪并罚，决定执行死刑，剥夺政治权利终身，并处罚金人民币3000元。二被告认为量刑过重，将提起上诉。